# Sergej Baburin
Sergej Nikolaevič Baburin (in russo Сергей Николаевич Бабурин?; Semipalatinsk, 31 gennaio 1959) è un politico e giurista russo.
Dal 2002 è rettore dell'Università Statale di Economia e Commercio di Mosca. È stato vicepresidente della Duma ed è a capo del movimento Rossijskij Obščenarodnij Sojuz ("Unione di tutto il popolo russo").

## Biografia
Baburin, figlio di un insegnante e d'un medico, crebbe a Tara e studiò presso l'Università di Omsk. Chiamato al servizio militare, ha combattuto in Afghanistan. Rientrato alla vita civile, ha conseguito un dottorato in Legge presso l'Università Statale di Leningrado. Nel 1990 è stato eletto al Soviet Supremo, dove ha votato (da solo con altri 6 deputati) contro la dissoluzione dell'Unione Sovietica. Dopo la crisi istituzionale è ritornato brevemente all'attività accademica come preside della Facoltà di Giurisprudenza dell'Università di Omsk. Nel 1995 è rieletto alla Duma, di cui diviene vicepresidente l'anno successivo (e vicepresidente anche dell'Assemblea parlamentare dell'Unione Russia-Bielorussia.
È rieletto vicepresidente della Duma ancora nel 2004, quand'è entrato a far parte del blocco Rodina. Nel dicembre 2011 il movimento Rossijskij Obščenarodnij Sojuz ("Unione di tutto il popolo russo") si converte ufficialmente in partito, con Baburin come presidente. Dal 2002 al 2004, e poi ancora dal 2007, è rettore dell'Università Statale di Economia e Commercio di Mosca. Fa parte del comitato scientifico della rivista italiana Geopolitica.